# Perumbaikad
Perumbaikad es una ciudad censal situada en el distrito de Kottayam en el estado de Kerala (India). Su población es de 42839 habitantes (2011). Se encuentra a 1 km de Kottayam y a 72 km de Cochin.

## Demografía
Según el censo de 2011 la población de Perumbaikad era de 42839 habitantes, de los cuales 20807 eran hombres y 22032 eran mujeres. Perumbaikad tiene una tasa media de alfabetización del 97,54%, superior a la media estatal del 94%: la alfabetización masculina es del 98,42%, y la alfabetización femenina del 96,71%.